# Таганай (национальный парк)
Федеральное государственное бюджетное учреждение «Национа́льный парк „Тагана́й“» — национальный парк на Южном Урале на территории Челябинской области.

## Описание
Федеральное государственное бюджетное учреждение "Национальный парк «Таганай» создано на основании постановления Совета Министров РСФСР № 130 от 05.03.1991 г. «О создании Национального парка Таганай».
Территория национального парка «Таганай» охватывает северную часть средневысотных горных хребтов Южного Урала, которая представляет собой обособленный горный узел, с трех сторон переходящий в плоскогорья и далее в равнинную лесостепь. Национальный парк расположен в западной части Челябинской области, в 130 км от областного центра и примыкает к границе Европы с Азией. В административном отношении территория парка расположена в пределах двух муниципальных образований: Златоустовского городского округа и Кусинского района. Территориальным центром парка является город Златоуст, через который проходят автомобильная и железная дороги направлением Челябинск — Уфа — Москва.

### Размер парка
Национальный парк «Таганай» растянулся с юга на север на 52 км, а с запада на восток в среднем на 10—15 км. Общая площадь парка составляет 568 км² (56,8 тыс. га).
Территория парка находится в окружении четырёх муниципальных образований, административными центрами которых являются города Златоуст на юго-западе, Куса — на западе, Миасс — на юго-востоке и Карабаш — на северо-западе.
По территории проходят две дороги: одна с южной стороны, сообщением Златоуст — Миасс, вторая — с юго-западной, сообщением Златоуст — Магнитка — Александровка. Плотность дорожно-тропиночной сети в парке не высокая. Преимущественно, это туристические традиционные тропы, проложенные в горах и межгорных долинах многими поколениями путешественников. Наиболее популярная из них проходит по восточному склону хребта Большой Таганай. Сеть лесохозяйственных дорог, доставшаяся в наследство от лесозаготовителей, в большинстве случаев проезжая только в сухое время года и зимой.

### Структура земель лесного фонда
- площади, покрытые лесом — 52588 га (93 %)
- болота — 14 га
- реки — 54 га
- дороги, просеки — 608 га
- пастбища, сенокосы — 509 га
- гольцы, гари, пустыри — 1791 га
- усадьбы — 1268 га

### Особо ценные природные объекты
На территории национального парка находятся следующие памятники природы:
- Реликтовый ельник на горе Ицыл
- Три Брата — группа каменных скал
- Останцы Чертовы ворота — скалы-останцы на вершине г. Юрма
- Митькины скалы — сопка «Три сестры», Слюдяная горка и ряд безымянных останцов близ Двуглавой сопки
- Откликной гребень
- Ахматовская копь
- Николае-Максимилиановская копь
- Река Большой Киалим
- Река Большая Тесьма

### Достопримечательности
На территории национального парка имеется ряд уникальных географических объектов.

#### Горные хребты
- Большой Таганай
- Средний Таганай
- Малый Таганай
- Долгий мыс
- Ицыл
- Назминский
- Уральский
- Чернореченский
- Юрма

#### Вершины (горы)
- Александровская сопка (Уральский хребет, 843 м)
- Верблюд (хребет Большой Таганай, 1100 м)
- Дальний Таганай (хребет Большой Таганай, 1146 м)
- Двуглавая сопка (хребет Большой Таганай, 1034 м — южная вершина (Перья) и 1041 м — северная вершина (Бараньи Лбы))
- Евграфовские горы (Назминский хребет)
- Ицыл (хребет Ицыл, 1068 м)
- Круглица/Круглый Таганай/Круглая сопка (хребет Большой Таганай, 1178 м)
- Монблан (гребень длиной около 680 между хребтами Средний и малый Таганай, 1025 м)
- Откликной гребень/Перекликной лог/Большой Гребень/Откликная (хребет Большой Таганай, 1155 м)
- Слюдяная горка (хребет Большой Таганай)
- Сорочья гора/Тесьминская гора (649 м)
- Терентьева гора/Терентьевка (771 м)
- Уральская сопка (Уральский хребет, 873 м)
- Чёрная скала (Назминский хребет, 853 м)
- Юрма (хребет Юрма, 1003 м)

#### Седловины
- Большой лог (между горами Круглица и Дальний Таганай). В северо-восточной части расположены «Три Брата»
- Долина Сказок/Песочные горки (между горами Откликной Гребень и Круглица). Имеется множество останцов, напоминающих сказочных персонажей.
- Стекляшка

#### Останцы
- Скалодром (гора Двуглавая сопка)
- Три Брата (хребет Большой Таганай)
- Киалимские скалы
- Чёртовы ворота (гора Юрма)
- Митькины скалы/Вшивые горки (хребет Большой Таганай)
- Урочище Семибратка (группа скалистых останцов)

#### Каменные реки
- Большая Каменная река — один из крупных курумов, состоит из авантюрина[3]. Длина до 6 км, ширина до 700 м, глубина 4-6 м. Расположен между хребтами Большой и Средний Таганай.
- Курумная река — от гор Дальний Таганай и Верблюд до реки Большой Киалим. Длина незадернованной части до 1,5 км, ширина 200—1000 м. Часть курума задернована, облесена.

#### Водотоки
На территории национального парка находится граница водораздела между Волжско-Камским (бассейн Каспийского моря) и Обь-Иртышским (бассейн Карского моря Северного Ледовитого океана) речными бассейнами.
- Реки. Река Большой Киалим собирает воды в Северный ледовитый океан. В Каспийское море собирают воды многочисленные реки, являющиеся притоками реки Куса: Шумга 1-я, Шумга 2-я, Шумга 3-я,Тесьма, Большая и Малая Тесьма, речки Чёрная, Лубянка, Каменка, Губенка и др.
- Ручьи. Писаный камень, Полина, Таганайский ручей.
- Источники. Белый Ключ, Весёлый ключ, Гремучие ключи.
- Большое Моховое болото — горное (разломное) болото в урочище Киалимская Падь, одно из крупнейших Южного Урала, площадь 36 км²[4][5]. Является истоком реки Большой Киалим.

## Происхождение названия
Происхождение топонима связывают с оронимом Таганай. Таганай с башкирского языка переводится как «подставка луны» (таған — «подставка, треножник» и ай — «луна»).
Топонимист Г. Е. Корнилов считает, что слово «Таганай» восходит к башкирскому тыуған ай тау — «восходящей луны гора», «гора молодого месяца».

## Статистические данные
- Общая площадь — 568 км².
- Протяжённость с юга на север — 15 км.
- Заповедная зона составляет около 21 %, рекреационная — 59 %.

## Климат
- Продолжительность безморозного периода — от 70 до 105 дней.
- Максимальные температуры — до +38 °C, минимальные — до −50 °C.
- Среднегодовое количество осадков — 500—1000 мм.
- Продолжительность периода с устойчивым снеговым покровом — 160—190 дней.
- Средняя дата появления снежного покрова — 9 ноября, схода — 8 апреля.
- Влажность воздуха — от 64 до 84 %.
- Средняя глубина промерзания почвы 66 см (от 38 до 125 см).
- Средняя дата замерзания рек — 6 ноября, вскрытия — 11 апреля.

## Растительный мир
Растительный мир Таганая — это своеобразный многоцветный узел, соединяющий в себе несколько природных зон. С севера по хребтам сюда заходит зона горных елово-пихтовых лесов средней тайги, с востока — южно-таёжные сосновые леса с примесью лиственницы и берёзы, берёзово-сосновые леса. И тут же можно увидеть горные степи, а высокогорья занимают субальпийские луга и горные тундры. Здесь, на небольшой территории можно увидеть уникальное соседство восточно- и центрально-европейских видов растений с западно- и центрально-сибирскими видами.
Таганайские хребты являются своеобразным меридиональным коридором для распространения флоры. Так, ареалы многих видов арктической уральской флоры заходят по высокогорьям далеко на юг, а с другой стороны по восточным предгорьям Южного Урала на север проникает степная флора юга. Словом, на территории парка сливаются в единое целое два флористических языка — один с севера, проходящий по осевой части хребта, другой с юга — по восточным предгорьям.

## Директор
- Сергей Владимирович Братухин — и. о. с 12 июля 1999 года, назначен 29 сентября 1999 года, арестован в декабре 2009 года.
- Алексей Михайлович Яковлев — с 2010 года, в январе 2021 года назначен заместителем директора департамента государственной политики и регулирования в сфере развития особо охраняемых природных территорий Министерства природных ресурсов и экологии Российской Федерации.
- Эльвина Геннадьевна Новоселова — с 1 февраля 2021 года.

## Галерея

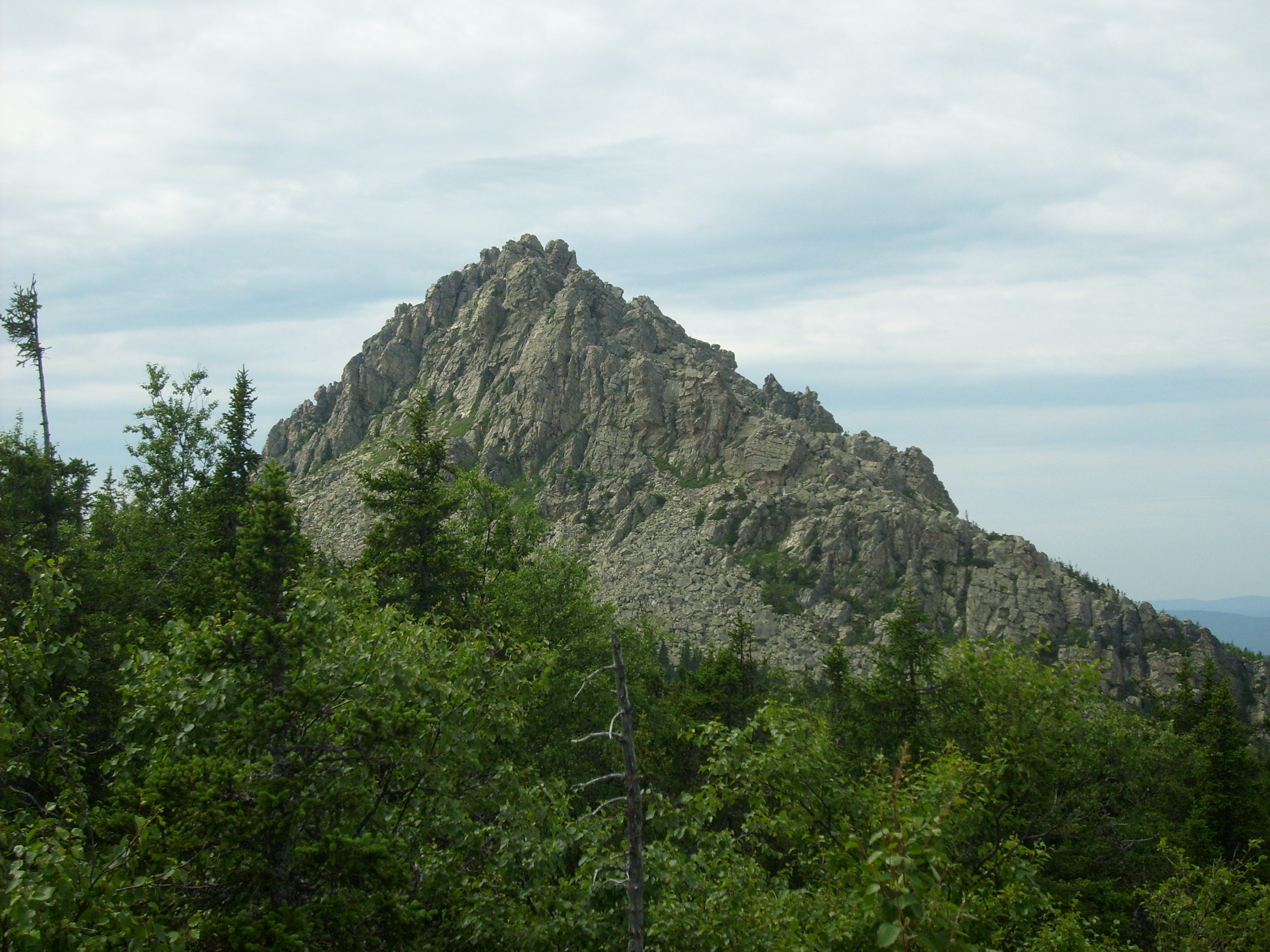
Откликной Гребень, хребет Большой Таганай
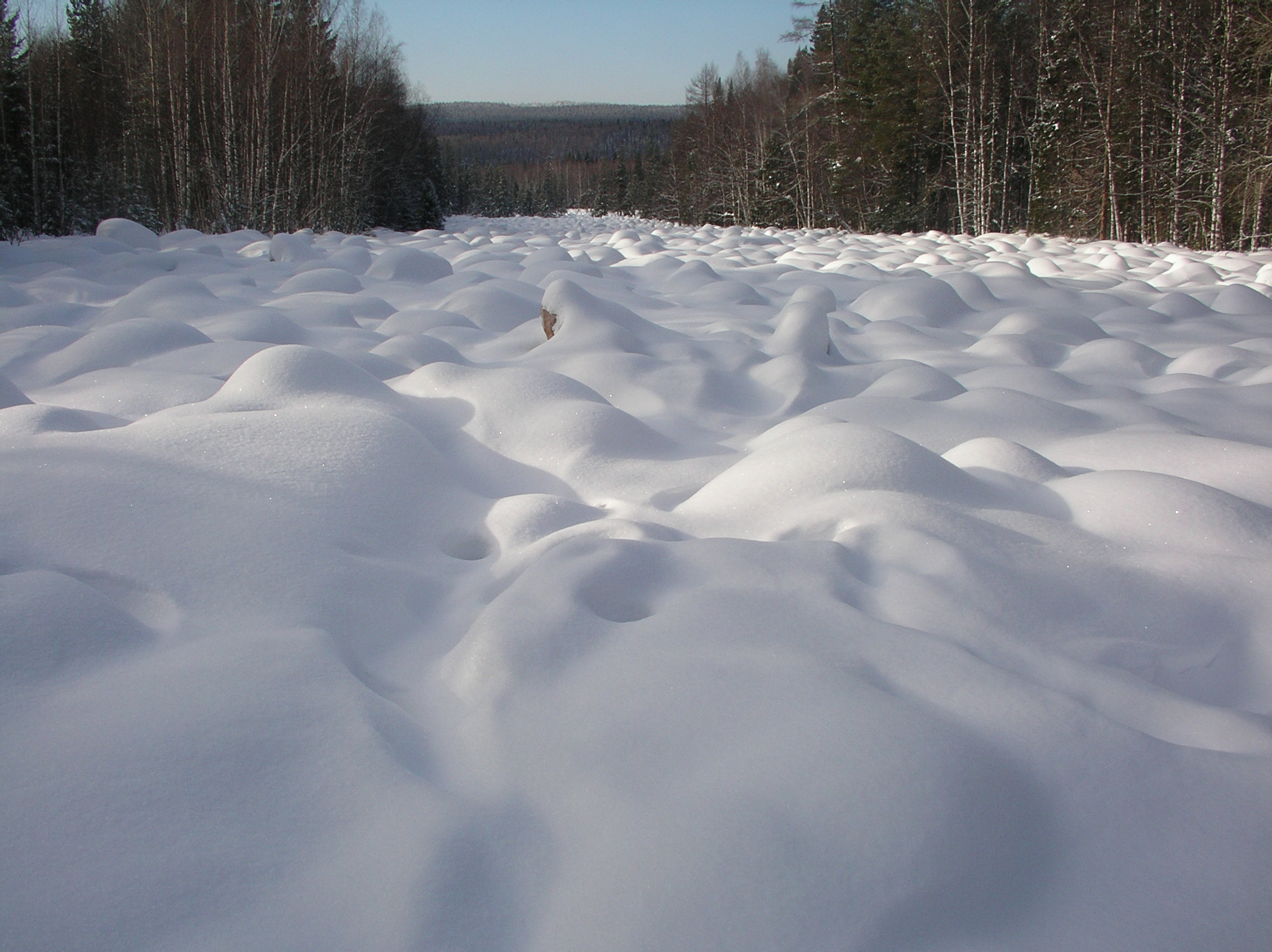
Большая Каменная река зимой под снегом
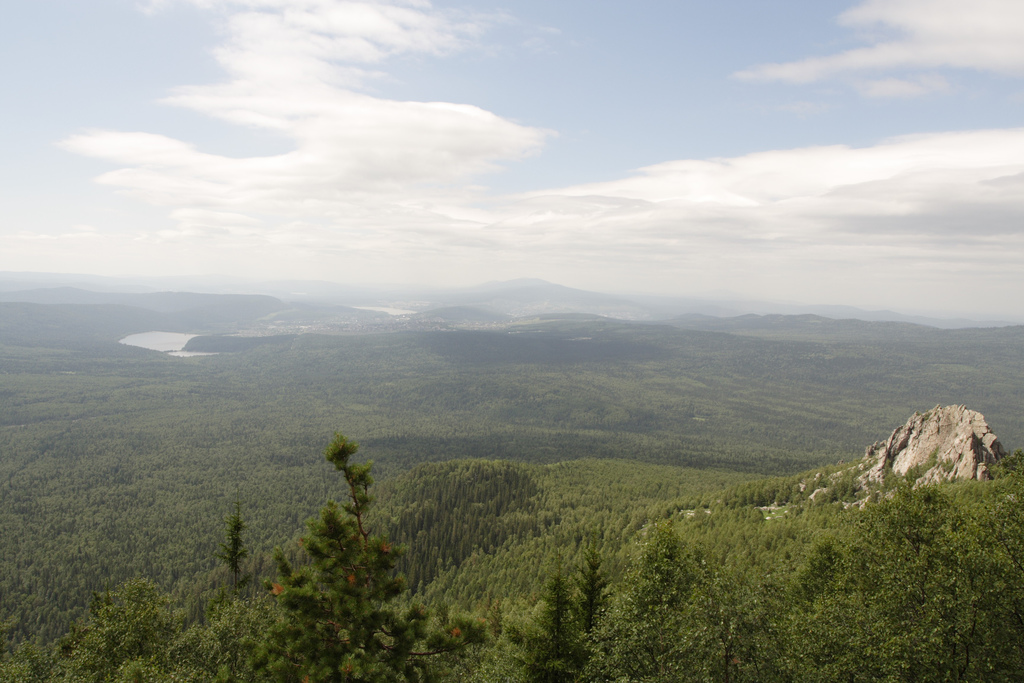
Вид в направлении города Златоуст
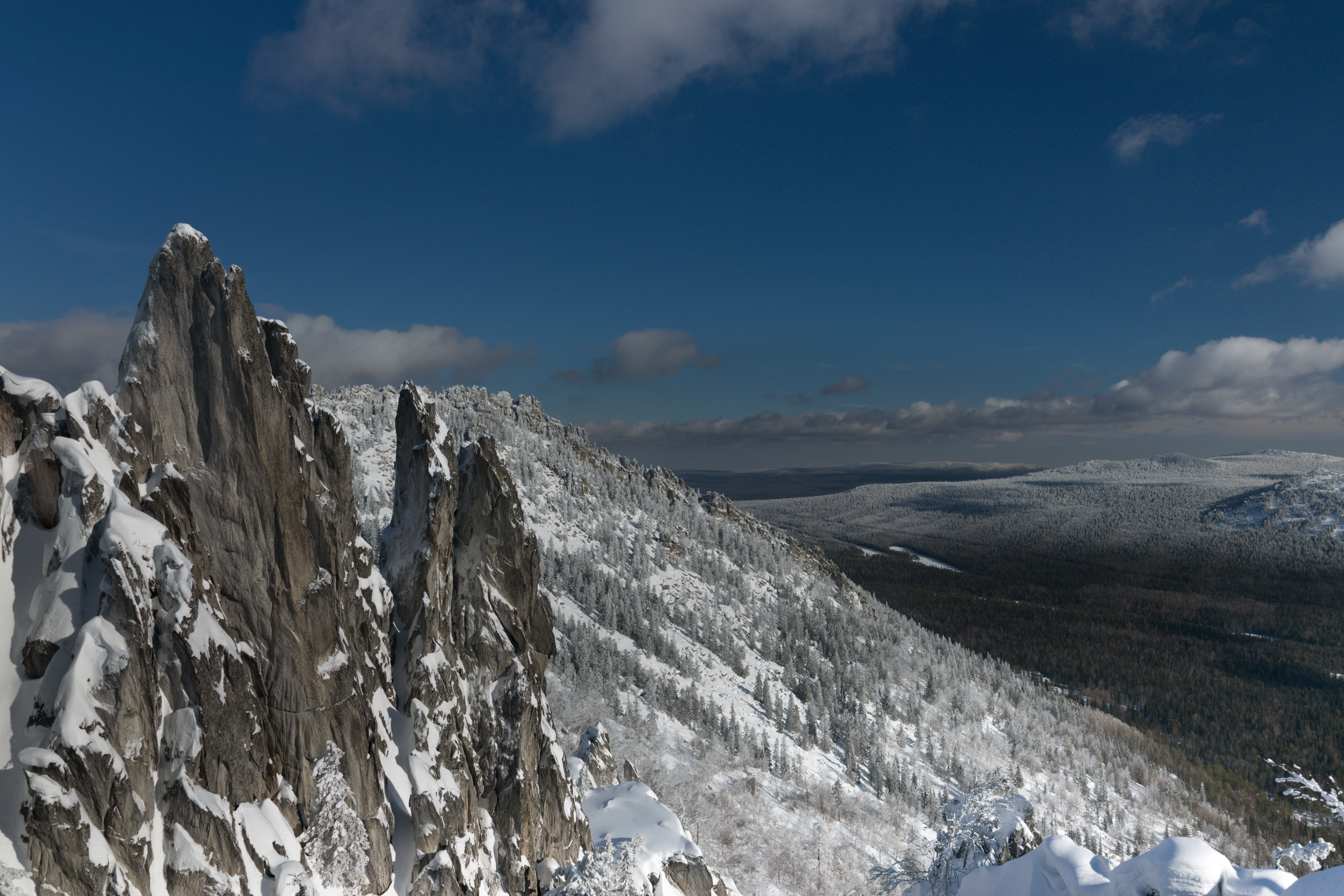
Двуглавая сопка. Останцы. Вид на каменную реку
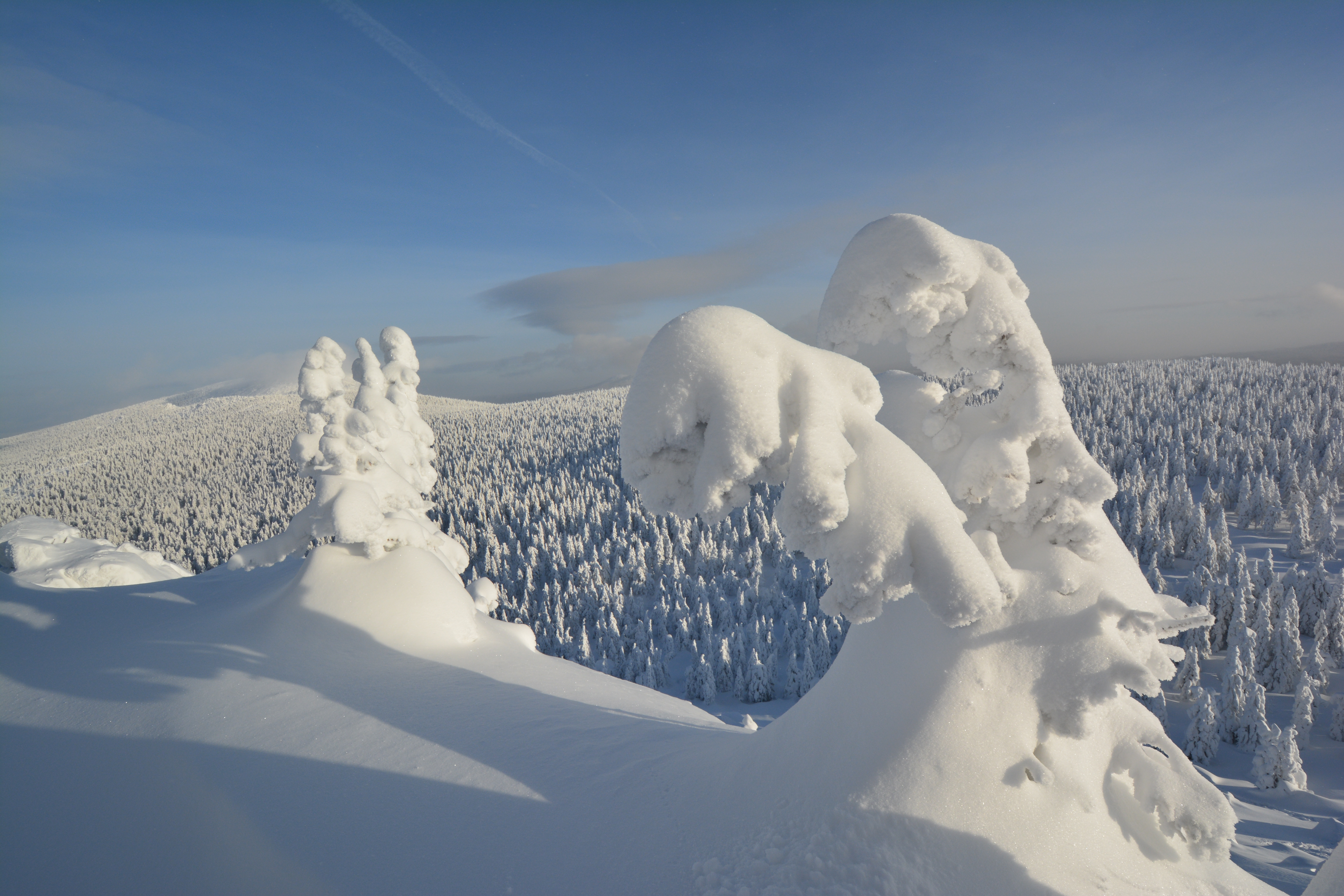
Зимний вид с Откликного гребня
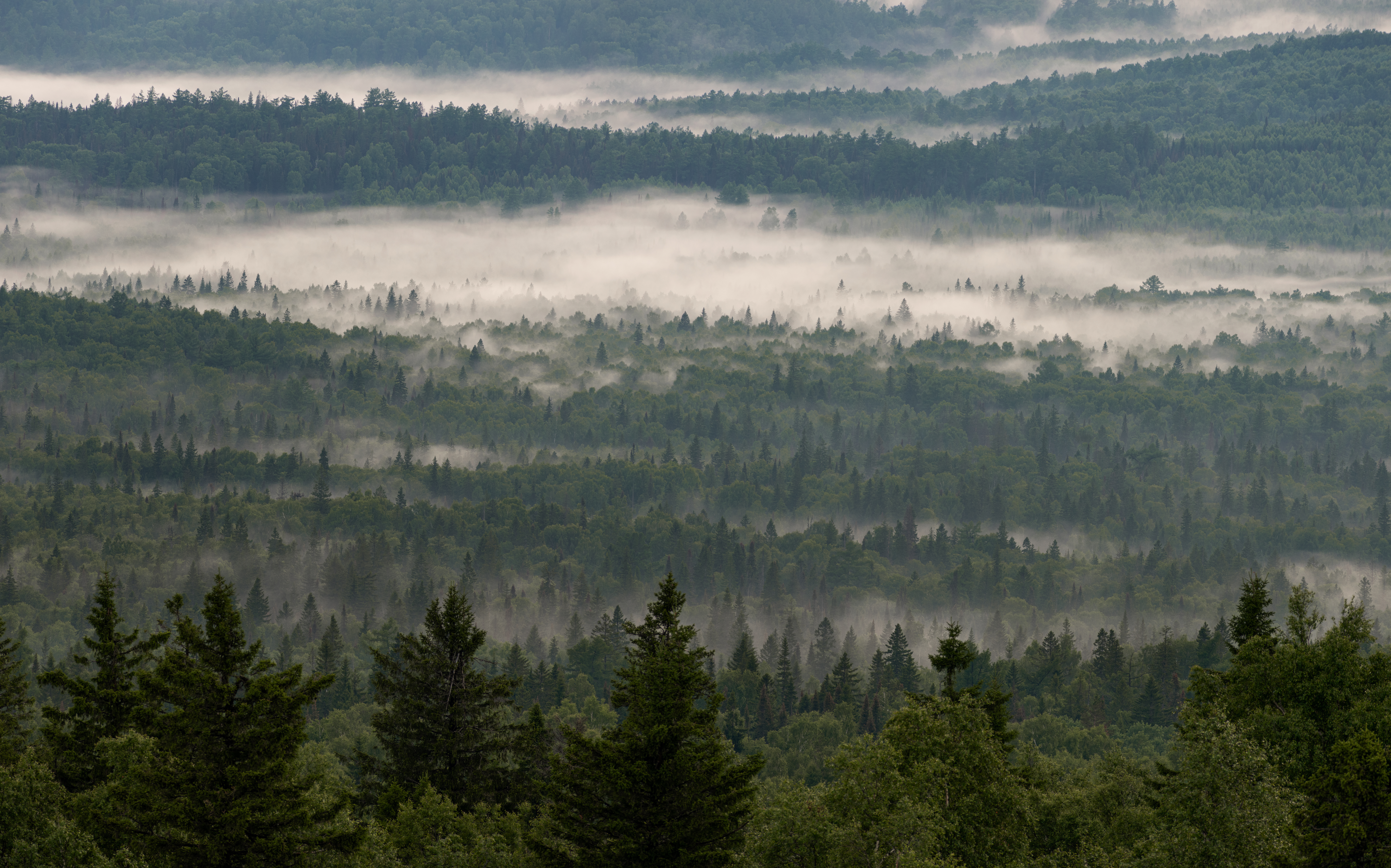
Тайга после дождя, вид с Чёрной скалы
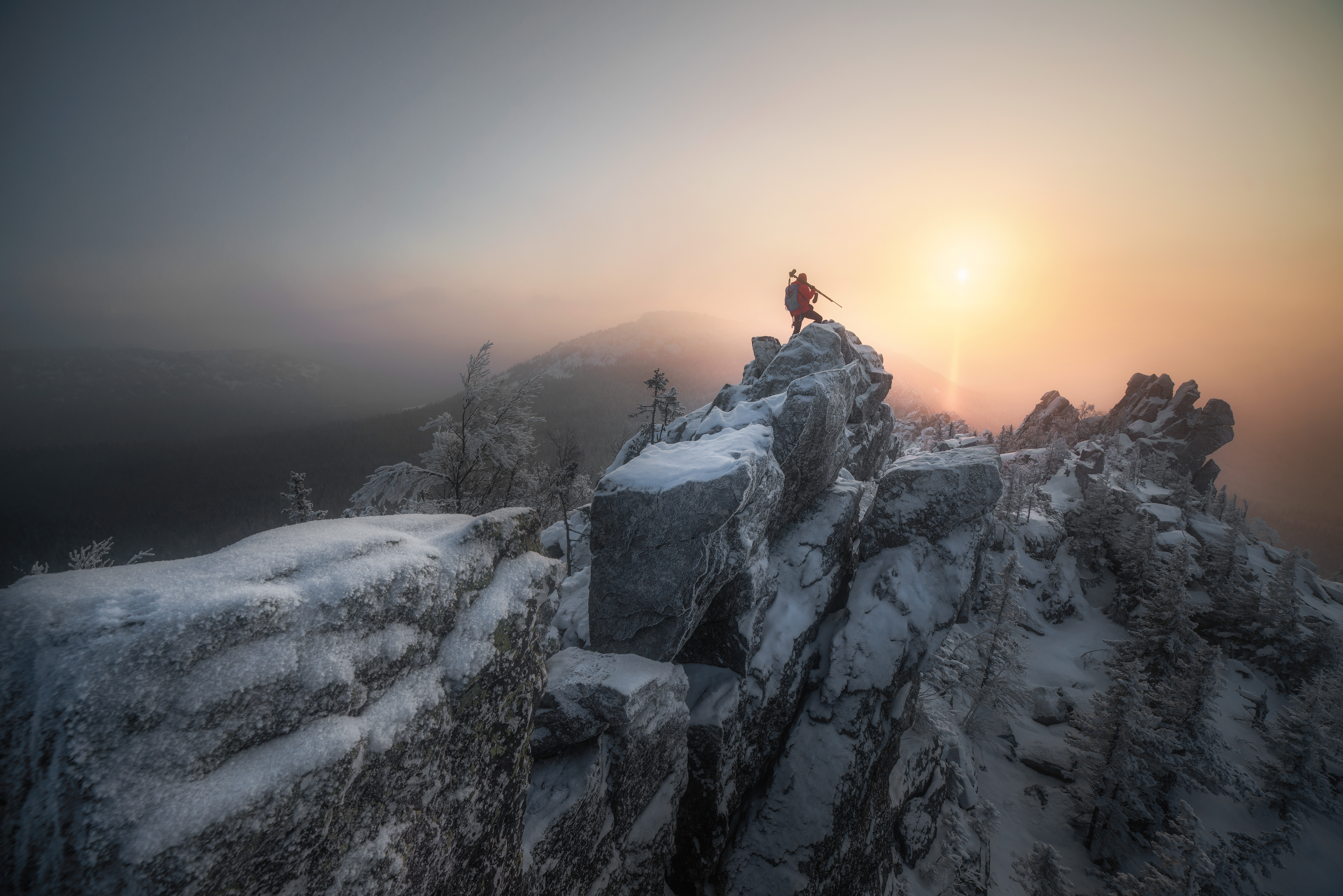
На вершине Митькиных скал
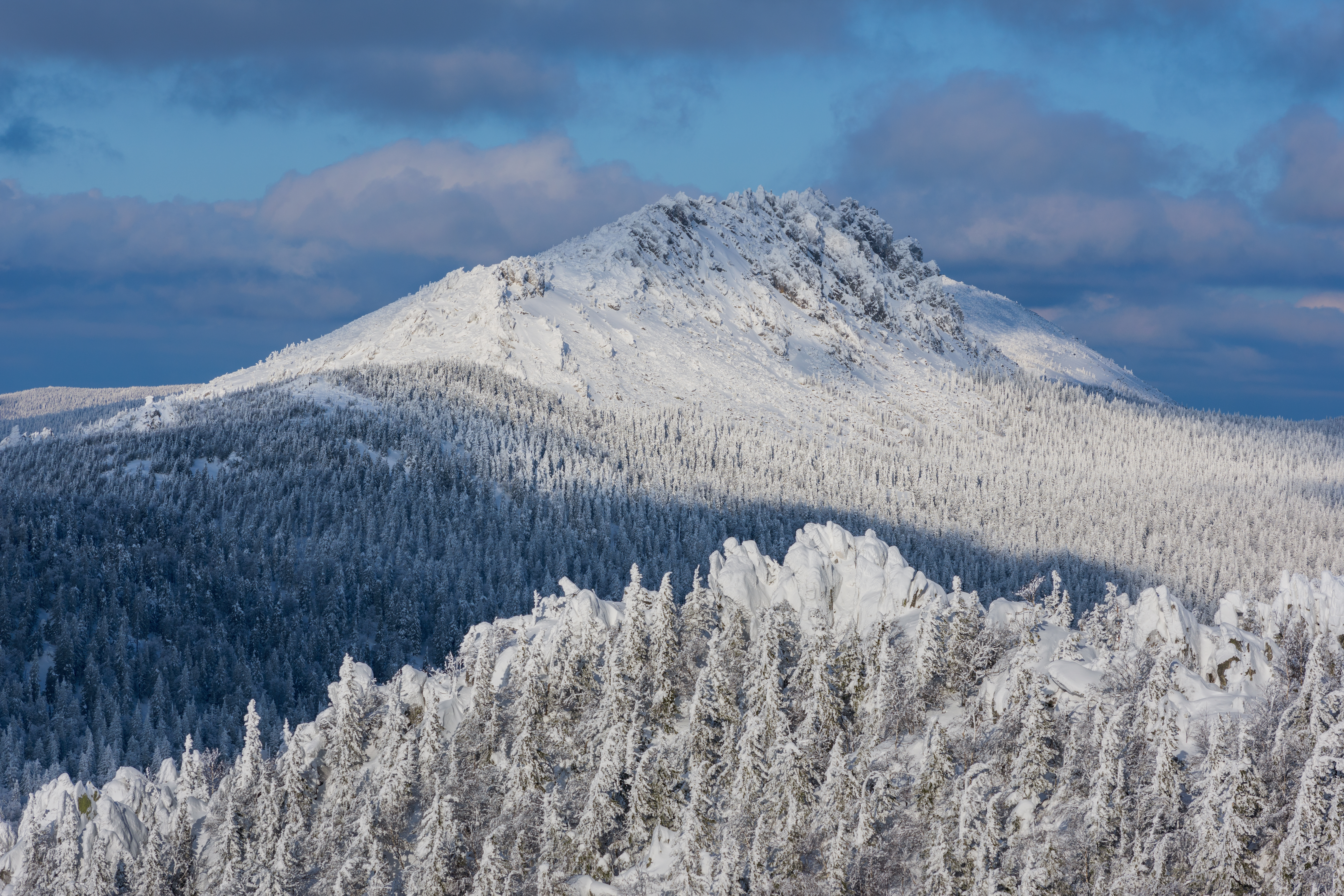
Вид на Откликной гребень с Двуглавой сопки
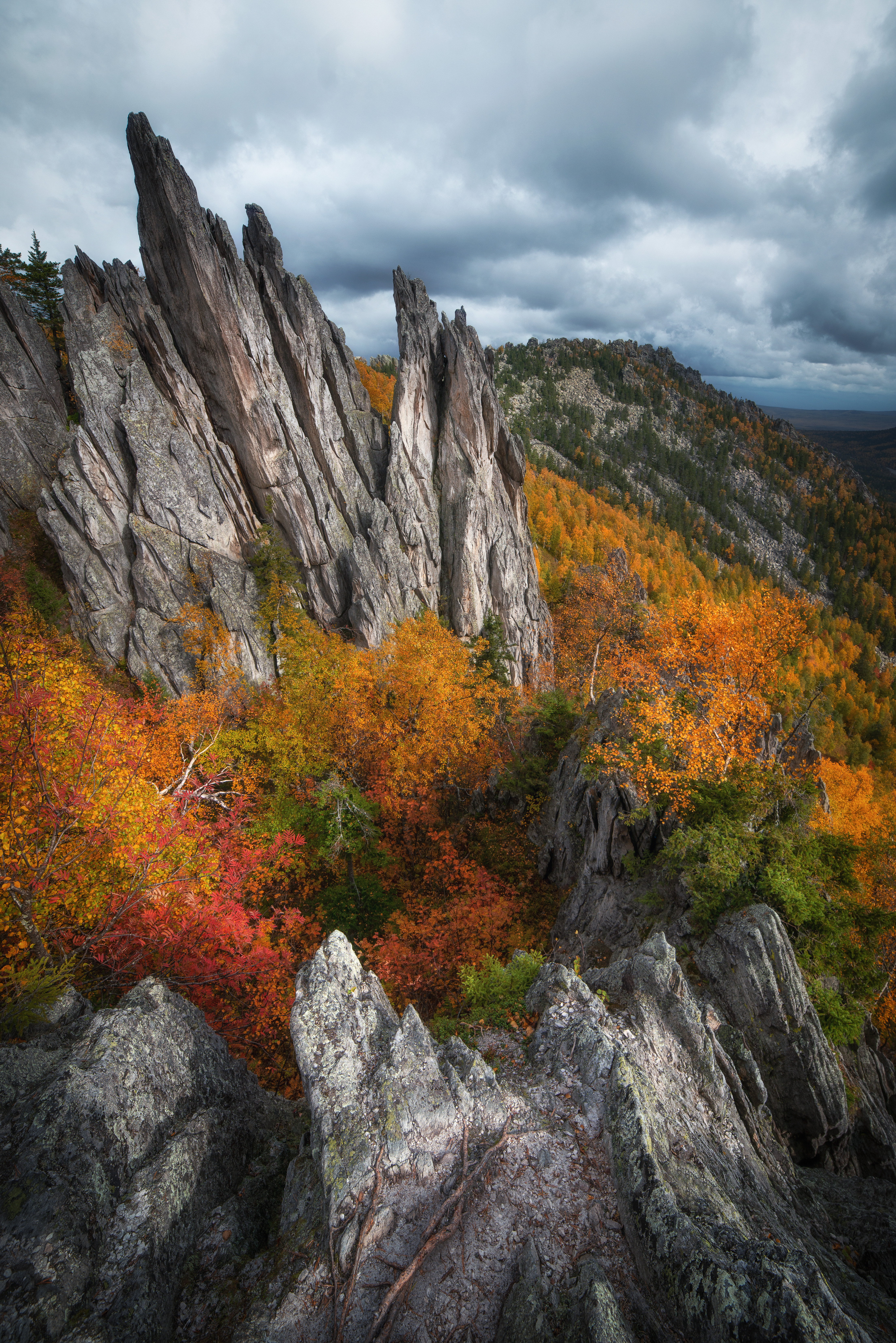
Двуглавая сопка
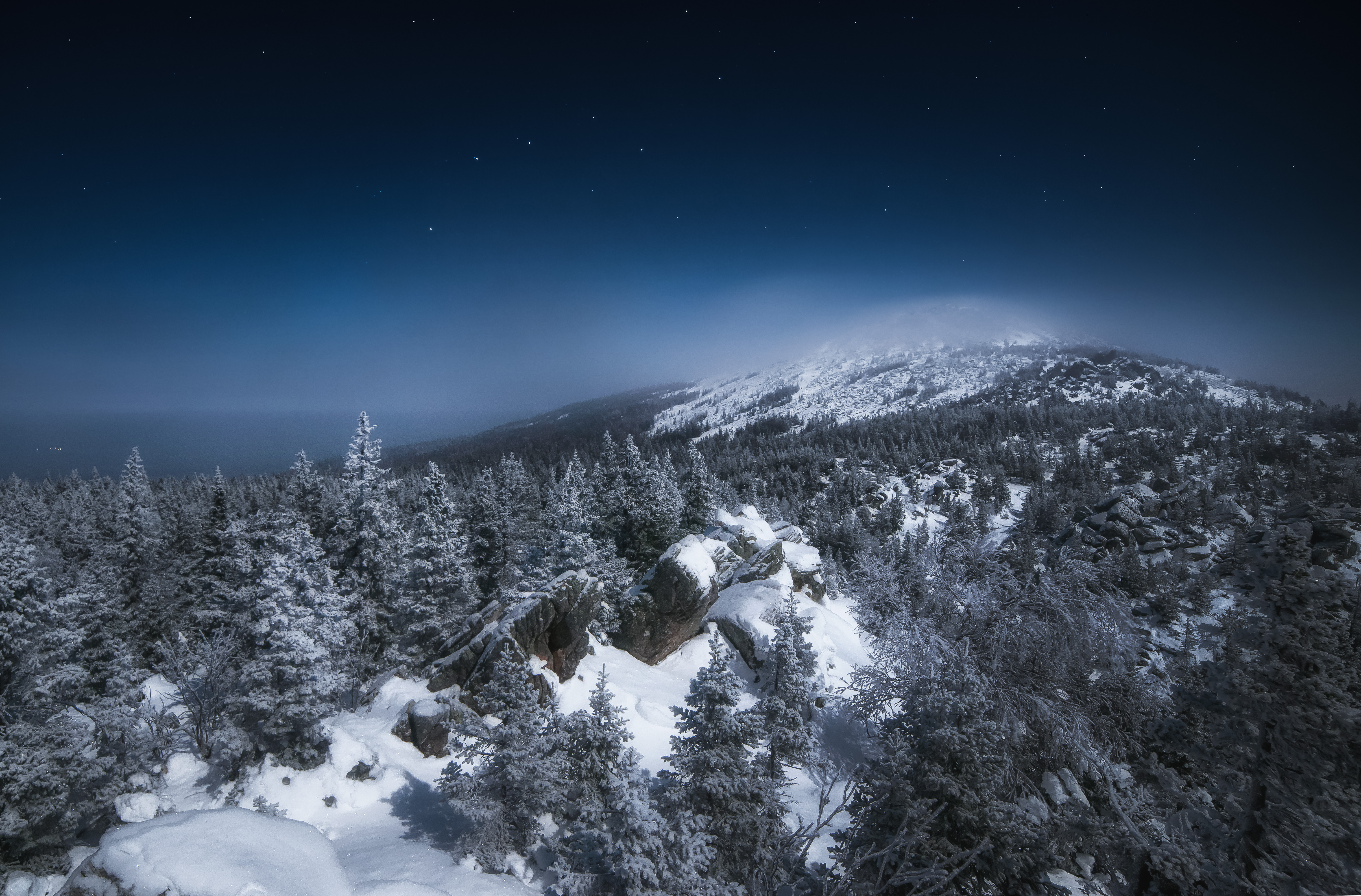
Гора Круглица, самая высокая точка Таганая
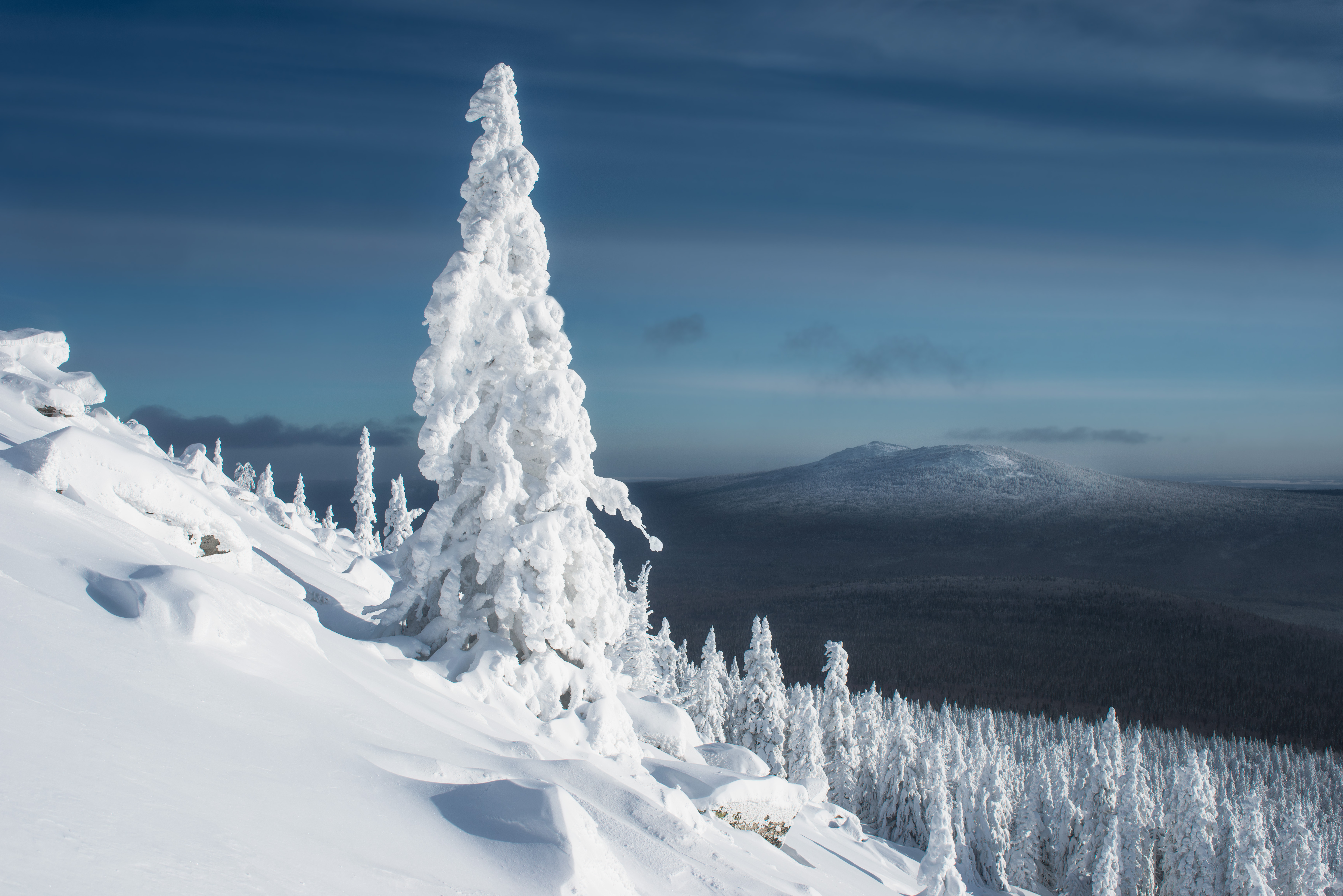
Вид с горы Круглица